# 安全貨倉
安全貨倉有限公司，簡稱安全貨倉（英語：Safety Godown Company Limited，港交所：0237），是在1960年由呂辛創立。現時主要經營為股份投資、財務投資及經營公共貨倉。
其股份自1973年1月6日，在香港交易所主板上市，也是上市最久的倉儲公司，主要資產振萬廣場、柴灣貨倉，以及葵涌安全貨倉第四倉。值得一提，振萬廣場是本集團總部大本營。
2015年11月12日怡和汽車以15.5億元現金收購安全貨倉位於柴灣嘉業街60號的柴灣貨倉大廈及其位於該大廈內之貨倉物業，涉及總樓面面積44萬平方呎

## 物業
- 觀塘振萬廣場
- 葵涌安全貨倉第四倉

## 連結
- SafetyGodown.com （页面存档备份，存于）